# Lillvattnet, Västerbotten
Lillvattnet är en sjö i Skellefteå kommun i Västerbotten och ingår i Bureälvens huvudavrinningsområde. Sjön har en area på 0,147 kvadratkilometer och ligger 45,1 meter över havet.

## Delavrinningsområde
Lillvattnet ingår i det delavrinningsområde (716441-174972) som SMHI kallar för Utloppet av Vallsträsket. Medelhöjden är 64 meter över havet och ytan är 16,24 kvadratkilometer. Räknas de 5 avrinningsområdena uppströms in blir den ackumulerade arean 33,72 kvadratkilometer. Finnmorbäcken som avvattnar avrinningsområdet har biflödesordning 2, vilket innebär att vattnet flödar genom totalt 2 vattendrag innan det når havet efter 34 kilometer. Avrinningsområdet består mestadels av skog (59 procent) och jordbruk (13 procent). Avrinningsområdet har 2,72 kvadratkilometer vattenytor vilket ger det en sjöprocent på 16,7 procent.